# Epitola lamborni
Epitola lamborni är en fjärilsart som beskrevs av Bethune-Baker 1921. Epitola lamborni ingår i släktet Epitola och familjen juvelvingar. Inga underarter finns listade i Catalogue of Life.